# Dios en el hinduismo
El concepto de Dios en el hinduismo varía según sus diversas tradiciones y denominaciones hinduistas. El hinduismo abarca una amplia variedad de creencias calificadas como henoteísmo, monoteísmo, politeísmo, panenteísmo, panteísmo, pandeísmo, monismo, ateísmo y no teísmo.
En la Bhagavad Gita se hallan formas de teísmo. La devoción emocional y amorosa (bhakti) dirigida hacia un dios principal entre las deidades hinduistas, como por ejemplo los avatares de Vishnu —Krishna y Rama— o Shiva o Devi surgieron en el período medieval temprano y actualmente se la conoce como el movimiento Bhakti. Otros hinduistas igualmente consideran los conceptos de Púrusha y Prakriti como una manifestación de lo supremo al estar juntos y en conjunción; o a su vez consideran que el concepto filosófico Hindú del atman presente en cada ser vivo, es en su esencia igual a Vishnu, Shiva o Devi; o alternativamente, idéntico al eterno absoluto metafísico llamado Brahman. Este sistema filosófico, llamado Advaita o no dualismo, se desarrolló en la escuela Vedanta dentro de la filosofía hinduista, especialmente a partir de los Upanishads, fue popularizado por Adi Shankara en el siglo XIX y ha tenido una influencia considerable en el hinduismo.
La tradición Dvaita, fundada entre los siglos XIII y XIV por Madhvacharya, se centra en un concepto similar al de Dios en las principales religiones del mundo. Sus trabajos llevaron a algunos indólogos de la era colonial, como George Abraham Grierson, a sugerir que Madhvacharya tuvo influencias del cristianismo,, a través del sincretismo; pero posteriormente otros académicos han refutaron esta teoría. La influencia histórica de Madhva en el hinduismo, según Kulandran y Kraemer, fue útil, pero no extensa.